# Фекокур
Фекоку́р (фр. Fécocourt) — коммуна во французском департаменте Мёрт и Мозель региона Лотарингия. Относится к  кантону Коломбе-ле-Бель.	

## География
Фекокур	расположен в 35 км к юго-западу от Нанси. Соседние коммуны: Ванделевиль и Доммари-Эльмон на севере, Шауйе, Саксон-Сион и Водемон на северо-востоке, Те-су-Водемон, Пюльне и Гюнье на востоке, Гримонвиллер н юге, Бёвзен и Трамон-Лассю на юго-западе, Трамонт-Эми на западе.

## История
- Следы галло-романского периода.

## Демография
Население коммуны на 2010 год составляло 115 человек.
| 1962 | 1968 | 1975 | 1982 | 1990 | 1999 | 2010 |
| ---- | ---- | ---- | ---- | ---- | ---- | ---- |
| 156  | 147  | 125  | 93   | 85   | 102  | 115  |

## Достопримечательности
- Церковь, башня в романском стиле, неф и придел XV-XVIII веков.
- Часовня Нотр-Дам-де-Питье, XIX века.
- Кладбищенский крест XVI века.